# Indrayani
Indrayani (nep. ईन्द्रायणी) – gaun wikas samiti w środkowej części Nepalu w strefie Bagmati w dystrykcie Katmandu. Według nepalskiego spisu powszechnego z 2001 roku liczył on 594 gospodarstw domowych i 2958 mieszkańców (1491 kobiet i 1467 mężczyzn).